# Свислач (притока Березине)
Свислач или Свислоч (блр. Свіслач; рус. Свислочь) је река у централној Белорусији и десна је притока реке Березине (притоке Дњепра).

## Карактеристике
Свислач извире на Минском побрђу, недалеко од узвишења Мајак (трећег по висини врха у земљи са 335 метара надморске висине) на око 39 km северозападно од Минска. Тече ка југу преко Средњоберезинске равнице и улива се у реку Березину код села Свислач у Асиповичком рејону.
Укупна дужина тока је 327 km, просечан проток на око 80 km од ушћа износи 24,3 m³/s. Прима неколико мањих притока.
Године 1976. градњом Вилејско-Минске каналске мреже повезана је са реком Вилијом и басеном Њемена што је уједно довело и до раста и стабилизације нивоа воде у самој реци.
Под ледом је од децембра до краја марта. На њој постоје два већа вештачка језера - Заславско (које често називају и Минским морем) површине 31 km² и Асиповичко површине 11,9 km².